# بيل بيري (مغني أسترالي)
بيل بيري (بالإنجليزية: Bill Berry)‏ هو مغني أسترالي، ولد في 1934.